# Проект «Пеле»
Проект «Пеле» — проект Министерства обороны США по строительству развертываемого ядерного энергетического реактора для использования на удаленных оперативных базах вооружённых сил США. Назван в честь Пеле — богини огня и вулканов из гавайской мифологии.
В 2020 году проект был также указан, как имеющий отношение к лунным и марсианским миссиям.

## Техническое задание
Первоначальное предложение, одобренное Управлением стратегических возможностей (англ: Strategic Capabilities Office (SCO)) Министерства обороны США, предусматривает создание небольшого мобильного ядерного реактора массой менее 40 тонн, который мог бы работать в течение трех или более лет и обеспечивать мощность от 1 до 10 мегаватт. Впоследствии требования к выходной мощности снизили до 5 МВт. Реактор должен иметь низкие эксплуатационные расходы и работать по 18 часов в сутки в течение 40 лет.
US Army Futures Command требует, чтобы реактор можно было разместить в стандартных 20-футовых контейнерах и перевозить автомобильным, железнодорожным, воздушным или морским транспортом. Также он должен быть изначально безопасным.

## Разработка
9 марта 2020 г. SCO заключило три контракта на разработку и выделил финансирование:
- BWX Technologies — 13,5 млн долларов;
- Westinghouse Government Services — 11,95 млн долларов;
- X-energy — 14,3 млн долларов

Согласно условиям конкурса, дальнейшее финансирование должен получить лучший из проектов.
В 2022 году Управление стратегических возможностей рассмотрело предоставленные проекты, и приняло решение о продлении работы с фирмой BWX Technologies (BWXT). SCO заключило с BWXT контракт на завершение и поставку реактора в 2024 году. Прототип будет построен по контракту на сумму около 300 млн долларов США, в зависимости от выбранных вариантов, компанией BWXT Advanced Technologies LLC на объектах в Линчберге, штат Вирджиния. и Евклид, Огайо.
По сообщению BWXT, высокотемпературный газоохлаждаемый реактор (ВТГР) будет работать при мощности от 1 до 5 МВт и будет перевозиться в коммерческих транспортных контейнерах. Он будет работать на топливе TRISO (TRIstructural-ISOtropic) с высоким содержанием низкообогащённого урана (HALEU), которое может выдерживать экстремальные температуры и имеет очень низкий риск для окружающей среды.
BWXT уже производит топливо TRISO на основе оксикарбида урана, прошедшее испытания на облучение. Топливные частицы TRISO состоят из уранового «ядра», окруженного слоями углерода и карбида кремния, обеспечивающими удержание продуктов деления, устойчивое к очень высоким температурам, и описываются Управлением ядерной энергетики Министерства энергетики США как «самое надежное ядерное топливо на Земле». По описанию BWXT Каждая частица топлива размером с шарик шариковой ручки.
По словам BWXT, переносная конструкция состоит из нескольких модулей, содержащих компоненты микрореактора в 20-футовых (6-метровых) морских контейнерах CONEX, соответствующих ISO. Реактор предназначен для безопасной и быстрой перевозки автомобильным, железнодорожным, морским или воздушным транспортом, а вся система реактора рассчитана на сборку на месте и ввод в эксплуатацию в течение 72 часов. Выключение, охлаждение, отсоединение и транспортировка должны занимать менее семи дней. Это будет первый ядерный реактор четвертого поколения, построенный в США.

## Критика
Доцент Техасского университета в Остине Алан Дж. Куперман, координатор проекта по предотвращению распространения ядерного оружия, написал 21-страничный отчет под названием «Предлагаемые мобильные ядерные реакторы армии США: расходы и риски перевешивают выгоды»
Куперман оспаривает доводы армии, называет проект ненужным и опасным. В своем докладе он отрицает некоторые из основных утверждений представленных в отчетах Минобороны США:
- Высокая стоимость

Куперман пишет, что утверждения о дешевой ядерной энергии для питания передовых баз «основаны на нереалистических предположениях». К их числу относится то, что реактор будет иметь низкие эксплуатационные расходы и будет работать по 18 часов в сутки в течение 40 лет. По его мнению, более вероятен сценарий, что мобильный реактор проработает половину этого времени на протяжении примерно 10 лет. Это означает, что ядерная электроэнергия может стоить в 16 раз больше, чем предполагает армия, что в семь раз дороже энергии от дизельных генераторов.
- Уязвимость перед ракетными ударами

В докладе указывается на ракетный удар 2020 по военно-воздушной базе Аль-Асад в Ираке. Даже предупрежденные за несколько часов до нападения более 100 сотрудников США получили черепно-мозговые травмы в результате 11-ти ударов по объекту. И ракеты были в 10 раз точнее, чем прогнозирует армия в своем докладе об уязвимости реакторов для высокоточных ударов. Подобный удар по такой же базе с реактором может привести к гораздо более разрушительным последствиям. Куперман отмечает, что даже планы армии по защите реакторов путем закапывания их под землю могут вызвать расплавление реактора из-за препятствования охлаждению воздуха и перегреву.
- Угроза захвата

Если американская база, на которой находится мобильный реактор, будет захвачена или покинута, радиоактивные отходы реактора могут использоваться для террористических атак с использованием «грязной бомбы».
- Для высокоэнергетического оружия реакторы не нужны

Куперман пишет, что будущее высокоэнергетическое или лазерное оружие, которое армия надеется иметь для защиты баз, не требует наличия реактора для работы. «Высокоэнергетическое оружие должно быть применено миллионы раз, чтобы оправдать установку реактора», — сказал Куперман. «На самом деле, она, возможно, будет применена несколько сотен раз за время своего существования».
- Транспортные проблемы

Армия хочет доставлять эти реакторы на боевые посты по воздуху. Куперман подвергает сомнению «нормативный кошмар», который может возникнуть из-за перевозки реакторов и радиоактивных отходов. Это потребует разрешений от стран, воздушные границы которых будут пересекаться, а также принимающей страны, где будет размещен реактор.